# Brunner-Gletscher
Der Brunner-Gletscher ist ein schmaler und steilwandiger Gletscher in der antarktischen Ross Dependency. Er fließt von den Westhängen der Cumulus Hills im Königin-Maud-Gebirge zwischen dem Landry Bluff und dem Halfmoon Bluff zum Shackleton-Gletscher.
Teilnehmer der von der Texas Tech University unternommenen Expedition zum Shackleton-Gletscher (1964–1965) benannten ihn nach Staff Sergeant Donald R. Brunner von der United States Army, Mitglied einer Lufteinheit zur Unterstützung dieser Forschungsreise.